# Latri Kunda Sabiji
Latri Kunda Sabiji (Schreibvariante: Latrikunda Sabiji) ist ein Ortsteil der Gemeinde Kanifing (englisch Kanifing Municipal) im westafrikanischen Staat Gambia.
Der Ortsteil liegt im Süden der Gemeinde und gehört zum Ort Serekunda. Bei der Volkszählung von 1993 wurde Latri Kunda Sabiji als eigener Ort mit 11289 Einwohnern gelistet.

## Geographie
Bundung, mit Bundung Six Junction im Osten und Bundung Borehole im Westen, liegt nördlich von Latri Kunda Sabiji. Nach Osten liegt benachbart der Ortsteil Faji Kunda, hier stellt der Kombo Sillah Drive, der in südöstlicher Richtung verläuft, die Grenze dar. Ein kleines Stück grenzt Latri Kunda Sabiji im Süden an dem Ort Abuko, der auch zur Gemeinde Kanifing gehört. Im Südwesten verläuft die Grenze der Gemeinde Kanifing, benachbart liegt der Ort Nema Kunku.